# HMS Obdurate (G39)
Pour les autres navires du même nom, voir HMS Obdurate.
Le HMS Obdurate est un destroyer de classe O en service dans la Royal Navy pendant la Seconde Guerre mondiale.
Deuxième navire de guerre britannique à porter ce nom, l'Obdurate est mis sur cale le 25 avril 1940 aux chantiers navals William Denny and Brothers de Dumbarton, en Écosse. Il est lancé le 19 février 1942 et mis en service le 3 septembre 1942, sous le commandement du lieutenant commander Claude Edward Lutley Sclater.

## Historique

### Seconde Guerre mondiale

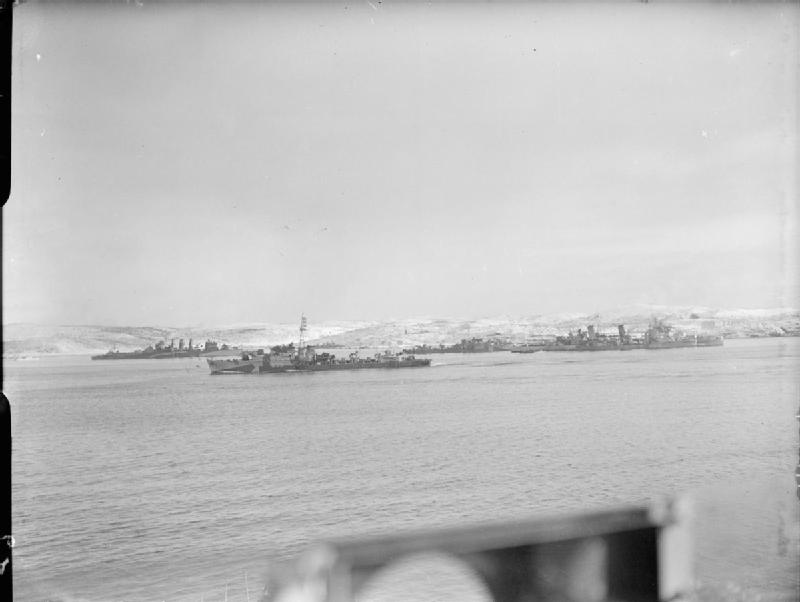
LObdurate (au centre) à l'ancrage dans une baie russe, en compagnie des croiseurs (à gauche) et (à droite) et le à proximité. Photographie prise à Vaenga après l'arrivée du convoi JW 53 en février - mars 1943.

Pendant la Seconde Guerre mondiale, il fait partie de l'escorte des convois de l'Arctique en 1942 et 1944 et des convois de l'Atlantique en 1943, prenant part à la bataille de la mer de Barents en 1942.
En décembre 1942, alors qu'il escorte le convoi JW 51B, le navire est attaqué et endommagé par le croiseur lourd allemand Admiral Hipper.
Le 25 janvier 1944, il est endommagé par une torpille acoustique GNAT tirée par l'U-360, au sud-est de l'île aux Ours (73° 28′ N, 21° 30′ E), alors qu'il escortait le convoi JW 56A.
À la fin de la guerre, il escorte le croiseur Norfolk tandis que ce dernier ramène le roi Haakon VII en Norvège, suivi par des travaux d'après-guerre dans les eaux allemandes. Le 14 juillet 1945, le président américain Harry S. Truman est transféré à bord de l'Obdurate depuis le croiseur USS Philadelphia dans la Manche afin de continuer son voyage pour rejoindre la Conférence de Potsdam organisée en Allemagne occupée.

### Après-guerre
Après la guerre, l'Obdurate est utilisé pour l'entraînement aux torpilles à Portsmouth. En 1948, il est placé en réserve au HMNB Portsmouth avant un radoub sur la Tyne entre 1949 et 1950. Placé en réserve au chantier naval de Chatham entre 1950 et 1952, il fait partie de l'escadron local « Nore » entre 1952 et 1956. En 1953, il participe à la Fleet Review pour célébrer le couronnement de la reine Elizabeth II.
Entre 1957 et 1959, le destroyer est nouveau placé en réserve à Portsmouth. En 1959, il est utilisé dans des tests par le NCRE (UN Competitive Examination) à Rosyth, avant d'être vendu pour démolition en 1964, atteignant Inverkeithing le 30 novembre de la même année en vue de sa mise au rebut.